# Vladimir Lapitsky
Vladimir Lapitsky, né le 18 février 1959 à Grodno, actuelle Biélorussie, est un escrimeur soviétique pratiquant le fleuret.
Il remporte la médaille d’argent par équipes lors des Jeux olympiques de 1980.
Il s'est marié à la handballeuse Natalia Lapitskaïa.